# خرد (فیلم)
خرد (انگلیسی: Wisdom) فیلمی در ژانر رمانتیک و درام به کارگردانی امیلیو استیوز و رابرت وایز است که در سال ۱۹۸۶ منتشر شد. از بازیگران آن می‌توان به امیلیو استیوز، دمی مور، تام اسکریت، ورونیکا کارترایت و چارلی شین اشاره کرد.